# Une nuit dans la tempête
Snowbound: The Record of a Theatrical Touring Party (traduit en français sous le titre Une nuit dans la tempête) est un recueil de nouvelles de l'écrivain britannique Bram Stoker publié en 1908. Il conte l'histoire d'une compagnie théâtrale bloquée par une tempête de neige au beau milieu de la campagne écossaise. Contraints de passer la nuit dans leur wagon dans l'attente des secours, les comédiens et employés de théâtre plongent dans leurs souvenirs pour raconter les histoires les plus étonnantes et étranges qui leur soient arrivées.
Dernier recueil de nouvelles de Bram Stoker publié de son vivant, Snowbound s'inspire fortement de l'expérience de l'auteur en tant qu'administrateur du Lyceum Theatre de Londres dirigé par le tragédien Henry Irving.

## Présentation du recueil

### Résumé
Les nouvelles constituant le recueil sont les suivantes : 
- L'occasion d'installer le décor : Prologue racontant comme les membres de la troupe de théâtre, confrontée à la tempête de neige qui bloque leur train, s'organisent pour passer la nuit confinés dans leur wagon et se lancent dans l'évocation de leurs souvenirs.
- Animaux de Compagnie : Le manager explique la méthode surprenante qu'il a employée pour mettre au pas une compagnie récalcitrante qui menaçait de transformer sa troupe en ménagerie ambulante.
- L'accessoire de Coggins : Le premier rôle féminin raconte l'embarrassante méprise qui l'a conduite à se voir affublée du surnom d'accessoire de Coggins.
- Les sveltes sirènes : La couturière évoque un épisode où sa dextérité dans le maniement de l'aiguille a permis de sauver une situation critique.
- Un nouvel horizon artistique : Le bouffon raconte comment, au début de sa carrière, il fut engagé pour égayer une veillée mortuaire et comment il s'en sortit plus qu'honorablement.
- Mick le Diable : Le souffleur se souvient d'un épisode dramatique où, grâce à Mick le Diable, une compagnie théâtrale échappa de peu à la mort dans un train lancé à pleine vitesse sur un pont menacé d'effondrement.
- Dans la crainte de la mort : Le bouffon, présent dans le train évoqué par la nouvelle précédente, révèle les confessions que la peur de mourir a suscitées parmi les membres de la compagnie.
- Enfin : Le jeune homme de la troupe dévoile qu'il a assisté, à l'autre bout du monde, au dénouement  d'un drame causé par l'une des confessions de la nouvelle précédente.
- Chin Music : Le second tragédien raconte la façon dont, alors qu'il voyageait dans un train de nuit sillonnant les montagnes Rocheuses, un homme accompagné d'un bébé vagissant de manière effroyable finit par apitoyer les rugueux hommes de l'Ouest dont il dérangeait le sommeil.
- Le serveur remplaçant : La "femme de chambre chanteuse" narre comment un fou dangereux s'introduisit dans sa chambre et la força sous la menace d'un revolver à chanter toute une nuit, jusqu'à la limite de ses forces.
- Work'oze : Le premier tragédien conte une "histoire amusante" de sa jeunesse qui jette un froid dans l'assistance.
- Un accapareur de naines : Le responsable de la figuration explique de quelle manière il gagna beaucoup d'argent grâce à une astucieuse spéculation sur les femmes de petite taille.
- Une star criminelle : L'agent publicitaire raconte comment il faillit faire lyncher la star dont il assurait la promotion.
- Une trappe en étoile : Le chef machiniste relate une vieille histoire d'accident survenu sur scène qui pourrait bien avoir caché un meurtre.
- Un effet de clair de lune : Le peintre de décors rapporte la manigance dont il fut le complice involontaire et à laquelle eut recours un directeur de théâtre pour échapper à ses créanciers.

### Thématiques abordées
Pour la rédaction de Snowbound, Stoker s'est fortement inspiré d'événements et d'êtres qu'il a connus durant les 27 ans où il fut administrateur du théâtre du Lyceum. Ainsi, tout comme les personnages de son livre, l'auteur et la troupe du Lyceum furent bloqués par une tempête de neige dans le train traversant les monts Adirondacks au cours de leur tournée américaine de 1904. De même, comme il le raconte dans ses Souvenirs personnels de Henry Irving, en février 1896, la compagnie de Stoker fut contrainte de franchir le bayou Pierre inondé pour rejoindre Memphis depuis la Nouvelle-Orléans, à l’instar de celle dont il conte la mésaventure dans Mick le Diable. Par ailleurs, on peut sans doute reconnaître dans certains personnages du livre des célébrités de l'époque, tels les comédiens Henry Irving et Ellen Terry.  
Bram Stoker y dévoile crûment les dessous, parfois peu reluisants, du monde théâtral de son temps et décrit avec beaucoup d'humour les grandeurs et misères d'un milieu fortement hiérarchisé, traversé de jalousies et de rivalités profondes tout en demeurant soudé par un sentiment d'indéfectible solidarité face au monde extérieur.

### Editions anglaises
- Edition originale : Snowbound, Collier & Co., London, 1908, 256 pages

À noter que Chin music fut préalablement publié sous le titre A baby passenger en Angleterre dans le numéro du 19 février 1899 du ''Lloyd's Weekly Newspaper'', et aux États-Unis sous le titre Chin Music dans le numéro du 19 février 1999 du ''Boston Herald''.
- Réédition : Snowbound, Desert Island Dracula Library, introduction et annotations par Bruce Wightman, 2000, 160 pages

### Editions françaises
- Première édition intégrale

- Une nuit dans la tempête, parue en 2020 suivie d'une Interview de Winston Churchill par Bram Stoker, traduction Laurent Mathis, 204 pages, collection "les enfants de la nuit", éditions Les enfants de la nuit/Lulu.com.
- Editions françaises partielles

- Une trappe en étoile est parue en 1984 sous le titre La trappe étoilée aux éditions Futuropolis, traduite par Jean-Paul Gratias et illustrée par Loustal. Il s’agissait du troisième titre de la troisième série de la Collection « Nouvelles », dirigée par Jean-François Guérif. 33 pages.
- Mick le Diable, Dans la crainte de la mort, Chin music (sous le titre de Jacasseries), Une trappe en étoile (à nouveau sous le titre de La trappe étoilée) ont fait l’objet de traductions de Jean-Pierre Krémer réunies dans Dracula et autres chefs-d'œuvre de Bram Stoker, collection Omnibus, 2009, 1408 pages.  (ISBN 978-2-258-08324-0)